# Villebout
Villebout é uma comuna francesa na região administrativa do Centro, no departamento Loir-et-Cher. Estende-se por uma área de 11,38 km². Em 2010 a comuna tinha 133 habitantes (densidade: 11,7 hab./km²).